# Ротшильд, Соломон Майер
Соломо́н Ма́йер Ро́тшильд (нем. Salomon Mayer von Rothschild; 9 сентября 1774, Франкфурт-на-Майне, Священная Римская империя — 28 июля 1855, Париж, Вторая французская империя) — основатель австрийской ветви финансовой династии Ротшильдов. Барон.

## Биография
Был третьим ребенком и вторым сыном Майера Амшеля Ротшильда (1744—1812), основателя династии. В 1800 году женился на Каролине Штерн (1782—1854), в браке с которой у Соломона Ротшильда родились дети Ансельм Соломон (1803—1874) и Бетти Соломон (1805—1886).
Отец Соломона построил огромный процветающий банковский бизнес в Германии. Желая расширить семейный бизнес по всей Европе, старший сын остался во Франкфурте-на-Майне, а остальные четыре сына были отправлены в различные европейские города для расширения банковской сети. Соломон Ротшильд стал акционером банка de Rothschild Frères, когда он был открыт в Париже в 1817 году братом Джеймсом Майером Ротшильдом. Имея финансовое образование и многолетний опыт работы, Соломон был отправлен в Австрию в 1820 году, чтобы оформить интересы семьи в финансировании проектов правительства Австрии.
В Вене Соломон основал банк S M von Rothschild, который стал финансировать железнодорожную компанию Nordbahn, первую австрийскую железную дорогу, и различные капиталоемкие предприятия правительства. Он установил деловые связи с австрийской аристократией и политической элитой при поддержке князя Клемента Меттерниха и Фридриха фон Генца. Под руководством Соломона Ротшильда австрийский банк стал играть важную роль в развитии австрийской экономики. В знак признания его заслуг перед Австрией в 1822 году Соломон Майер Ротшильд был принят в австрийское дворянство и получил наследный титул барона от императора Франца II. В 1843 году он первым из евреев стал почётным гражданином Вены.
Эндогамия была одним из основных правил Кодекса Ротшильда, чтобы накопленное имущество осталось внутри семьи и служило общему делу. Поэтому в 1824 году дочь Соломона Бетти вышла замуж за своего дядю Джеймса Майера Ротшильда, основателя французской ветви династии Ротшильдов.